# A.W. Boesen
August Wilhelm Boesen (12. august 1812 – 17. november 1857 i Bologna) var en dansk maler.
Boesen var Søn af provst Jens Frederik Boesen. Han besøgte Kunstakademiet, men trådte ud af Gibsskolen for at blive landskabsmaler. Efter at have udstillet fra 1836 fik han i 1845-47 Akademiets rejseunderstøttelse og opholdt sig navnlig i Italien. Under en senere rejse døde han i Bologna 17. november 1857. Han var gift med Mathilde Sommer. Statens Museum for Kunst ejer et ungdomsarbejde fra Norge og to af hans italienske billeder. Hans arbejder udmærkede sig næsten alle ved et heldigt valg og god anordning, men udførelsen savnede energi og individualitet.